# Padang Meuria
Padang Meuria is een bestuurslaag in het regentschap Aceh Utara van de provincie Atjeh, Indonesië. Padang Meuria telt 442 inwoners (volkstelling 2010).